# 雨水浸透ます
雨水浸透ます（うすいしんとうます）とは、住宅地などに降った雨水を地面へと浸透させることのできる設備。
地下水を涵養することにより、水害の軽減・地球温暖化の防止などといった働きを果たすことが可能であり、雨水を資源として有効活用することを目的としている場合もある。

## 概要
地表面に降り注いだ雨水は、地中にしみ込み地下水として分散・貯蓄される。これにより発生する湧水は人々の生活用水として利用されたり河川の水源となったりと様々な役割を果たす重要な水資源であるが、現代の都市においては工業用水の汲み上げ等により枯渇し、大都市では地盤沈下を引き起こす場合もあった。湧水泉の源となる帯水層に雨水が供給されるためには、その前段階として不飽和の地層にも十分な水量が存在していなければならないからである。
汲み上げ規制によって地下水位自体は回復傾向にあるが、都市の拡大に伴う市街化の進行によって地表面のほとんどがコンクリートやアスファルトで舗装されたため、都市部における降水は、土壌へ直接浸透することが叶わず湧水泉から水が湧き出すほどの水量を地中に保つことができなくなった。また、浸透し損ねた大量の水が排水路や下水道に集中して流れ込み容易に飽和量を超してしまうため、降雨量の少ない時期にもゲリラ豪雨のような極めて局地的かつ短時間の豪雨に遭うと排水路が対応しきれず都市型洪水が起きやすくなった。
そこで考え出されたものが、コンクリートやアスファルトの地表であっても雨水を効率的に土中へ浸透させることのできる「雨水浸透ます」である。ますの底は砂利など水が土に浸透しやすい状態になっていて、地表に降り注いだ雨水をますの中で一時的に貯蓄させ、徐々に地中へと浸透させてゆく設備である。雨水ますの設置により不飽和の地層や帯水層まで雨水が到達することが可能となり、十分な水量が供給されることによって湧水泉を復活させることに繋がる。更に、一度土の中にしみ込んだ雨水はゆっくりと時間をかけて河川へと到達するため、大量の水が一気に流入するために起こる都市型水害を緩和する効果がある。

## 仕様
通常の雨水ます（雨どいを伝って下りてきた雨水を集め、排水路や側溝に流すためのもの）とは異なり、底面及び側面に多くの穴が開いている多孔型。ますの周囲を砕石で覆って設置することによって土の粒子の空隙を広げ、また透水シートを巻きつけて土の逆流を防ぐなど、浸透効率を高める様々な工夫がなされている。コンクリート製・ポリプロピレン製・塩ビ製など、種類も多様。
雨水浸透ますは浸透の速度を緩やかにすることを目的としているため、設備一つ一つが巨大である必要はない。多くの場所で少量ずつ浸透させて処理できるよう広範囲に分散させて設置することにより、その効果をよく発揮する。
このため、雨水浸透ますは個別住宅での使用に適した、設置・管理が容易で小型かつ安価なものとなっている。

## 効果
雨水浸透ますが設置され、雨水が涵養されることによって期待できる効果には、以下のようなものがある。
- 都市型水害の軽減

雨水の河川への流入速度を緩和し、小降雨量時の突発的豪雨等による局地的増水氾濫を防止する。
- 湧水の復活

帯水層への水の供給によって大地の保水力を高め、湧水泉を確保する。
- 地盤沈下の防止

帯水層での水不足によって不飽和の地層である粘土層の水分が必要以上に奪われることを防ぐ。
これにより、粘土層の収縮（＝地盤の収縮）を防止する。
- 水質の改善

雨水が直接流れ込むことによる河川の汚れを軽減する。
- ヒートアイランド現象の緩和

地下水の一部が蒸発する際の気化熱により、ヒートアイランド現象を緩和することができる。

## 下水浸透ます
人口密度がある程度多いのに下水道インフラストラクチャーが無いような地域で環境汚染を防止するには浄化槽が必要だが、排水路すら無い地域では、下水も浸透ますを用いるしかない。バイオクロッギングによる目詰まりを防ぐため、やはり浄化槽も必要である。

## 日本
各地方自治体（特に都市部）にて雨水浸透ますの設置が奨励されており、助成金などの補助制度も整備されている。なお、東京都小金井市における雨水浸透ますの設置率は2003年当時で世界一。2005年12月末の時点での設置軒数は11,189軒となっており、総設置数は50,582個、市内における設置率は47.5%を誇っている。
下水浸透ますを用いている地域もある。

## 参考資料
- 倉宗司「雨水浸透施設の設置と保水型下水道による都市基盤整備―雨水浸透施設設置率世界一の小金井市の取組み―」『資源環境対策』2003年，Vol.43 No.3，p.48～55
- 高村弘毅「都市の水辺環境を回復するための予測解析―東京と野川流域における雨水浸透ますの適正配置を例として―」『立正大学大学院紀要』1996年，No.12，p.1～56
- 外部リンク参照